# Bob Rafelson
Robert Jay „Bob” Rafelson (ur. 21 lutego 1933 w Nowym Jorku, zm. 23 lipca 2022 w Aspen) – amerykański reżyser, scenarzysta i producent filmowy. 
Jest uważany za jedną z kluczowych postaci w tworzeniu ruchu Nowego Hollywood w latach 70., w których rozkwitali obrazoburczy filmowcy, tacy jak Robert Altman, Martin Scorsese i Francis Ford Coppola. Nominowany do Oscara w dwóch kategoriach – najlepszy film i  najlepszy scenariusz oryginalny filmu Pięć łatwych utworów (Five Easy Pieces, 1970) z Jackiem Nicholsonem.

## Życiorys

### Wczesne lata
Urodził się na nowojorskim Manhattanie w rodzinie żydowskiej jako syn Marjorie (Blumenfeld) i Sydneya Rafelsona. Miał starszego brata Donalda. Jego ojciec był producentem kapeluszy, który spodziewał się, że jego synowie w przyszłości zajmą się rodzinnym biznesem. Jego matka była alkoholiczką. Uczęszczał do Trinity-Pawling School w Pawling. W wieku 15 lat jeździł na rodeo w Arizonie, dwa lata później został majtkiem oceanicznym, a rok później perkusistą w zespole jazzowym w Acapulco. Po ukończeniu studiów filozoficznych na Dartmouth College, został powołany do United States Army i stacjonował w Japonii. Tam pracował jako DJ w stacji radiowej, tłumacz japońskich filmów i doradzał w Shōchiku, jakie filmy odniosłyby sukces finansowy w Stanach Zjednoczonych. 

### Kariera
Jako scenarzysta, pisał do wielu nowojorskich programów telewizyjnych, a następnie podróżował na zachód, by spróbować szczęścia w Hollywood. Jego przewiewny, patchworkowy styl pisania idealnie pasował do sitcomu NBC The Monkees (1966-67) z The Monkees, gdzie pracował jako scenarzysta, reżyser i współproducent. W 1967 został uhonorowany nagrodą Emmy dla najlepszego serialu komediowego.
Wspólnie z Jackiem Nicholsonem napisał scenariusz do surrealistycznej komedii muzycznej Głowa (Head, 1968), którą również wyreżyserował. Film był odpowiednim bodźcem dla wyższych sfer z Columbia Pictures, aby sfinansować kolejną współpracę Rafaelson-Nicholson. Pięć łatwych utworów (1970) było intensywnie osobistym i nieco autobiograficznym studium młodego mężczyzny (Nicholson), którego wyobcowanie ze status quo powoduje, że porzuca bezpieczeństwo swojej muzycznej kariery i bogatej rodziny na rzecz dryfującego życia. Film przyniósł mu dwie nominacje do Oscara oraz dwie nominacje do Złotego Globu dla najlepszego reżysera i najlepszy scenariusz. Zrealizował teledysk do piosenki Lionela Richiego „All Night Long” (1983).
W 1996 zdobył nominację do Złotej Muszli na festiwalu filmowym w San Sebastián za dramat kryminalny Krew i wino (1996). W 2002 był nominowany do nagrody Złotego Świętego Jerzego na Międzynarodowym Festiwalu Filmowym w Moskwie za dreszczowiec Zakładnik (No Good Deed, 2002) z Samuelem L. Jacksonem. 

## Życie prywatne
W listopadzie 1955 ożenił się z Toby Carr, scenografką jego wczesnych filmów. Mieli syna Petera (ur. 30 października 1960) i córkę Julie (ur. 1962), która zmarła w sierpniu 1973 w wieku 10 lat, po wybuchu pieca na propan w jego domu w Aspen. W czerwcu 1977 małżeństwo zakończyło się rozwodem. W 1999 poślubił Gabrielle Taurek. Mieli dwóch synów – Ethana „E.O.” i Harpera. 

### Śmierć
Zmarł 23 lipca 2022 w Aspen w Kolorado w wieku 89 lat.

## Filmografia
| Rok  | Tytuł                                            | Reżyser | Scenarzysta              | Producent | Montażysta |
| ---- | ------------------------------------------------ | ------- | ------------------------ | --------- | ---------- |
| 1968 | Głowa (Head)                                     | T       | · z Jackiem Nicholsonem  | T         |            |
| 1969 | Swobodny jeździec (Easy Rider)                   |         |                          | T         |            |
| 1970 | Pięć łatwych utworów (Five Easy Pieces)          | T       | · z Carole Eastman       | T         |            |
| 1971 | Ostatni seans filmowy (The Last Picture Show)    |         |                          | T         |            |
| 1972 | Król Marvin Gardens (The King of Marvin Gardens) | T       | · z Jacobem Brackmanem   | T         |            |
| 1974 | Hearts and Minds (dokumentalny)                  |         |                          | T         |            |
| 1976 | Niedosyt (Stay Hungry)                           | T       | · z Charlesem Gainesem   | T         |            |
| 1981 | Listonosz zawsze dzwoni dwa razy                 | T       |                          | T         |            |
| 1981 | Modesty (krótkometrażowy)                        | T       | T                        |           |            |
| 1987 | Czarna wdowa                                     | T       |                          |           |            |
| 1990 | Góry Księżycowe                                  | T       | · z Williamem Harrisonem |           |            |
| 1992 | Kłopoty z facetami                               | T       |                          |           |            |
| 1995 | Wet (krótkometrażowy)                            | T       |                          | T         |            |
| 1995 | Picture Windows odc. Armed Response              | T       |                          |           |            |
| 1996 | Krew i wino                                      | T       |                          |           |            |
| 1998 | Zbrodnia doskonała (Poodle Springs, TV)          | T       |                          |           |            |
| 2002 | Zakładnik (No Good Deed)                         | T       |                          |           |            |
| 2002 | Porn.com (krótkometrażowy)                       | T       | T                        |           | T          |